# Ceramaster glasbyi
Ceramaster glasbyi är en sjöstjärneart som beskrevs av McKnight 1993. Ceramaster glasbyi ingår i släktet Ceramaster och familjen ledsjöstjärnor.
Artens utbredningsområde är havet kring Nya Zeeland. Inga underarter finns listade i Catalogue of Life.